# U-1019
U-1019 – niemiecki okręt podwodny (U-Boot) typu VII C/41 z okresu II wojny światowej. Okręt wszedł do służby w 1944 roku.

## Historia
Wcielony do 31. Flotylli U-Bootów celem szkolenia załogi, od grudnia 1944 roku w 11. Flotylli jako jednostka bojowa.
U-1019 odbył jeden patrol bojowy, podczas którego nie zatopił żadnej jednostki przeciwnika.
Poddany 9 maja 1945 w Trondheim (Norwegia), przebazowany 29 maja do Loch Ryan (Szkocja).
Zatopiony 7 grudnia 1945 roku w ramach operacji Deadlight ogniem artyleryjskim brytyjskiego niszczyciela HMS „Onslaught”.